# Sites d'émission de Malicornay
Les sites de diffusion de Malicornay sont des installations pour des diffusions de radiofréquences se trouvant dans l'Indre. Ils contiennent des émetteurs de télévision numérique et de radio FM ainsi que des relais de téléphonie mobile et d'autres transmissions.

## Composition des sites
Le site du lieu-dit L'Oiseau est composé de 3 installations :
- Un pylône haubané haut de 200 mètres.
- Un pylône autostable haut de 49 mètres.
- Un pylône sur un château d'eau (altitude de 60 mètres au sommet des antennes).

Les 2 pylônes haubané et autostable sont exploités par TDF et celui fixé sur le château d'eau est géré par le syndicat des eaux local.
Le site du lieu-dit Les Beaux, situé à 2 km de l'Oiseau, est équipé d'un pylône autostable haut de 200 mètres installé depuis octobre 2015 et mise en service début 2016. Il était géré par Itas Tim, un opérateur appartenant à TDF. Ce dernier a été enlevé début 2024 car jugé pas suffisamment exploité et donnait ces derniers temps des signes de défaillances, inquiétants en termes de sécurité.

## L'Oiseau

### Télévision
Le pylône haubané de l'Oiseau s'occupe de la diffusion des chaînes de télévision.

#### Diffusion analogique
Le site de l'Oiseau a émis 5 chaînes de télévision en analogique jusqu'au 19 octobre 2010.
| Chaîne                       | Canal | Puissance (PAR) |
| ---------------------------- | ----- | --------------- |
| TF1                          | 46H   | 41 kW           |
| France 2                     | 40H   | 41 kW           |
| France 3 Centre-Val de Loire | 43H   | 41 kW           |
| France 5 / Arte              | 38H   | 18 kW           |
| M6                           | 51H   | 18 kW           |

Concernant Canal+ en analogique, les castelroussins pouvaient la recevoir grâce à l'émetteur de Saint-Maur (Canal 48H (puissance 353 W)). Dans le reste du département, il était possible de la recevoir soit depuis l'émetteur de Bourges-Neuvy (Canal 08H (puissance 211 kW)) ou bien depuis l'émetteur de Guéret-Signal du Maupuy (Canal 09H (puissance 3 kW)).

##### Source
"Liste des anciens émetteurs de télévision français" (fichier PDF).

#### Diffusion numérique
Le pylône haubané de l'Oiseau émet l'ensemble des multiplex.
| Multiplex | LCN              | Chaînes                                                           | Canal | Puissance (PAR) | Diffuseur |
| --------- | ---------------- | ----------------------------------------------------------------- | ----- | --------------- | --------- |
| R1        | 2 3 14 27 36     | France 2 France 3 Centre-Val de Loire France 4 France Info Bip TV | 41H   | 5 kW            | TDF       |
| R2        | 8 15 16 17 18    | C8 BFM TV CNews CStar Gulli                                       | 47H   | 4,2 kW          | TDF       |
| R3        | 4 26 41 42 43 45 | Canal+ LCI Paris Première Canal+ Sport Canal+ Cinéma(s) Planète+  | 35H   | 5 kW            | TDF       |
| R4        | 5 6 7 9 22       | France 5 M6 Arte W9 6ter                                          | 26H   | 5 kW            | TDF       |
| R6        | 1 10 11 12 13    | TF1 TMC TFX NRJ 12 LCP                                            | 28H   | 5 kW            | TDF       |
| R7        | 20 21 23 24 25   | TF1 Séries Films L'Équipe RMC Story RMC Découverte Chérie 25      | 44H   | 5 kW            | TDF       |

##### Source
Emetteurs TNT dans l'Indre sur le forum de tvnt.net (consulté le 21 avril 2017).

### Radio FM
Le pylône haubané de l'Oiseau s'occupe de la diffusion de 4 radios publiques (dont la station locale couvrant la région du Berry) ainsi que la diffusion de 3 radios privés pour Argenton-sur-Creuse, qui se trouve à 10 km du site d'émission de l'Oiseau.
| Fréquence | Station        | Puissance | RDS (PS) |
| --------- | -------------- | --------- | -------- |
| 87.6      | Europe 1       | 400 W     | EUROPE_1 |
| 89.8      | France Culture | 5 kW      | _CULTURE |
| 93.5      | Ici Berry      | 5 kW      | ICIBERRY |
| 97.2      | France Musique | 5 kW      | _MUSIQUE |
| 101.9     | France Inter   | 5 kW      | __INTER_ |
| 105.3     | NRJ            | 200 W     | __NRJ___ |
| 107.5     | RTL            | 500 W     | ___RTL__ |

#### Source
Les radios d'Argenton-sur-Creuse sur annuaireradio.fr (consulté le 21 avril 2017).

### Téléphonie mobile
| Opérateur        | 2G  | 3G  | 4G  | FH  | Relais                   |
| ---------------- | --- | --- | --- | --- | ------------------------ |
| SFR              | Oui | Oui | Oui | Non | Depuis le pylône haubané |
| Bouygues Telecom | Oui | Oui | Oui | Oui | Sur le pylône autostable |
| Free             | Non | Oui | Oui | Oui | Sur le pylône autostable |

#### Source
Situation géographique du site sur cartoradio.fr (consulté le 21 avril 2017).

### Autres transmissions

#### Sur le pylône haubané
- TDF : Faisceau hertzien
- Private mobile radiocommunications

#### Sur le pylône autostable
- IFW (opérateur de WiMAX) : boucle locale radio de 3 GHz.

#### Sur le château d'eau de l'Oiseau
- Direction des Routes : COM TER / Faisceau hertzien

#### Source
Situation géographique de l'Oiseau sur cartoradio.fr (consulté le 21 avril 2017).

### Photos du site
- Sur tvignaud (consulté le 21 avril 2017).
- Sur annuaireradio.fr (consulté le 21 avril 2017).

## Les Beaux

### Télévision numérique
Le pylône autostable des Beaux ne diffuse plus la TNT.